# Campeonato Uruguayo de Segunda División 2017
El Campeonato Uruguayo 2017 constituyó el 76.º torneo de segunda división profesional del fútbol uruguayo organizado por la AUF, correspondiente al año 2017.

## Formato del campeonato
Luego de diez años con el formato del torneo a la europea, con una temporada desde agosto hasta mayo del año siguiente, se cambió al formato tradicional de fútbol uruguayo, con una temporada anual.
El campeonato anterior fue de transición, se produjo una ascenso a la máxima categoría y ningún descenso. El Tanque Sisley ascendió a Primera División mientras que descendió Villa Española y relevó el cupo. Huracán del Paso de la Arena y Oriental de La Paz. no jugaron el torneo pasado, pero se reintegraron a la competencia en 2017.

### Régimen de ascensos y ascensos
Esta temporada definirá tres ascensos a Primera División y dos descensos a Segunda División Nacional. El campeonato se juega a dos rondas todos contra todos, con el reglamento habitual FIFA: obtención de 3 puntos por partido ganado y 1 por partido empatado. Después se jugará un play-off entre los equipos ubicados del 3.er al 10.º puesto.
Ascensos (3): Los dos primeros ascensos serán determinados por la Tabla General, tanto el campeón como el vicecampeón de la tabla general obtendrán el ascenso directo. El tercer ascenso se define mediante play-offs entre los siguientes 8 equipos ubicados en la tabla: del tercero al décimo.
Descensos (2): Los dos equipos que desciendan serán los 2 últimos en la Tabla del Descenso. Esta se conforma con los promedios de los puntos obtenidos sobre los partidos disputados, acumulando las temporadas 2015/16 y la actual (2017). No se considera para la misma el Torneo 2016 por ser un torneo especial.

## Participantes

### Relevos temporada anterior
| Club           | Descendido como              |
| -------------- | ---------------------------- |
| Villa Española | 16.º Tabla del descenso 2016 |

| Club                         |                                          |
| ---------------------------- | ---------------------------------------- |
| Huracán del Paso de la Arena | No participó de la Segunda División 2016 |
| Oriental de La Paz           | No participó de la Segunda División 2016 |

| Club             | Ascendido como                |
| ---------------- | ----------------------------- |
| El Tanque Sisley | Campeón Segunda División 2016 |

### Datos de los equipos
| Club                |  | Ciudad     | Estadio                      | Capacidad | Fundación               | Temp. 1.º Div. | Temp. 2.º Div. | Camp. 2.º Div. | 2016        |
| Atenas              |  | San Carlos | Dom. Burgueño (Maldonado)    | 25.000    | 1 de mayo de 1928       | 2              | 14             | -              | 2.º         |
| Canadian            |  | Montevideo | Méndez Piana                 | 6.500     | 12 de diciembre de 2010 | -              | 5              | -              | 9.º         |
| Central Español     |  | Montevideo | Palermo                      | 6.500     | 5 de enero de 1905      | 64             | 38             | 3              | 7.º         |
| Cerrito             |  | Montevideo | Parque Maracaná              | 8.000     | 28 de octubre de 1929   | 6              | 32             | 1              | 13.º        |
| Cerro Largo         |  | Melo       | Ubilla                       | 9.000     | 19 de noviembre de 2002 | 5              | 11             | -              | 3.º         |
| Deportivo Maldonado |  | Maldonado  | Domingo Burgueño             | 25.000    | 25 de agosto de 1928    | 6              | 17             | -              | 5.º         |
| Sportivo Huracán    |  | Montevideo | Martínez Laguarda (San José) | 3.810     | 1 de agosto de 1954     | -              | 14             | -              | -           |
| Miramar Misiones    |  | Montevideo | Méndez Piana                 | 6.500     | 26 de marzo de 1906     | 25             | 23             | 3              | 10.º        |
| Oriental            |  | La Paz     | Martínez Monegal (Canelones) | 6.000     | 24 de junio de 1924     | -              | 10             | -              | -           |
| Progreso            |  | Montevideo | Abraham Paladino             | 5.400     | 30 de abril de 1917     | 21             | 50             | 3              | 11.º        |
| Rentistas           |  | Montevideo | Complejo Rentistas           | 10.600    | 26 de marzo de 1933     | 26             | 26             | 4              | 4.º         |
| Tacuarembó          |  | Tacuarembó | Goyenola                     | 8.000     | 11 de noviembre de 1998 | 14             | 6              | 1              | 12.º        |
| Torque              |  | Montevideo | Parque Viera                 | 8.102     | 26 de diciembre de 2007 | -              | 6              | -              | 6.º         |
| Villa Española      |  | Montevideo | Obdulio Varela               | 8.000     | 18 de agosto de 1940    | 5              | 18             | 1              | (1.ºD) 16.º |
| Villa Teresa        |  | Montevideo | Nasazzi                      | 5.002     | 1 de junio de 1941      | 1              | 12             | -              | 8.º         |

## Fixture
| Rentistas           | 0:0 (enlace roto disponible en Internet Archive; véase el historial, la primera versión y la última). | Progreso     | Complejo Rentistas        | 15 de abril | 10:00 |
| Deportivo Maldonado | 1:1 (enlace roto disponible en Internet Archive; véase el historial, la primera versión y la última). | Torque       | Domingo Burgueño Miguel   | 15 de abril | 15:30 |
| Miramar Misiones    | 1:0 (enlace roto disponible en Internet Archive; véase el historial, la primera versión y la última). | Canadian     | Méndez Piana              | 15 de abril | 15:30 |
| Central Español     | 1:0 (enlace roto disponible en Internet Archive; véase el historial, la primera versión y la última). | Villa Teresa | Parque Palermo            | 15 de abril | 15:30 |
| Cerro Largo         | 2:0 (enlace roto disponible en Internet Archive; véase el historial, la primera versión y la última). | Atenas       | Arquitecto Antonio Ubilla | 15 de abril | 15:30 |
| Villa Española      | 0:0 (enlace roto disponible en Internet Archive; véase el historial, la primera versión y la última). | Oriental     | Obdulio Varela            | 15 de abril | 15:30 |
| Tacuarembó          | 2:0 (enlace roto disponible en Internet Archive; véase el historial, la primera versión y la última). | Huracán      | Goyenola                  | 15 de abril | 16:00 |
| Libre:Cerrito       | |              |                           |             |       |

| Progreso     | 2:0 (enlace roto disponible en Internet Archive; véase el historial, la primera versión y la última). | Cerro Largo         | Paladino          | 22 de abril | 10:00 |
| Huracán      | 2:2 (enlace roto disponible en Internet Archive; véase el historial, la primera versión y la última). | Rentistas           | Martínez Laguarda | 22 de abril | 15:30 |
| Torque       | 0:0 (enlace roto disponible en Internet Archive; véase el historial, la primera versión y la última). | Miramar Misiones    | Parque Viera      | 22 de abril | 15:30 |
| Villa Teresa | 2:2 (enlace roto disponible en Internet Archive; véase el historial, la primera versión y la última). | Tacuarembó          | Nasazzi           | 22 de abril | 15:30 |
| Canadian     | 1:1 (enlace roto disponible en Internet Archive; véase el historial, la primera versión y la última). | Villa Española      | Méndez Piana      | 22 de abril | 15:30 |
| Oriental     | 1:2 (enlace roto disponible en Internet Archive; véase el historial, la primera versión y la última). | Central Español     | Martínez Monegal  | 22 de abril | 15:30 |
| Cerrito      | 3:0 (enlace roto disponible en Internet Archive; véase el historial, la primera versión y la última). | Deportivo Maldonado | Parque Maracaná   | 22 de abril | 15:30 |
| Libre:Atenas | |                     |                   |             |       |

| Atenas                    | 1:1 (enlace roto disponible en Internet Archive; véase el historial, la primera versión y la última). | Progreso     | Domingo Burgueño          | 28 de abril | 20:00 |
| Centro Español            | 1:1 (enlace roto disponible en Internet Archive; véase el historial, la primera versión y la última). | Canadian     | Parque Palermo            | 29 de abril | 10:05 |
| Miramar Misiones          | 3:0 (enlace roto disponible en Internet Archive; véase el historial, la primera versión y la última). | Cerrito      | Méndez Piana              | 29 de abril | 15:30 |
| Villa Española            | 0:0 (enlace roto disponible en Internet Archive; véase el historial, la primera versión y la última). | Torque       | Obdulio Varela            | 29 de abril | 15:30 |
| Rentistas                 | 0:0 (enlace roto disponible en Internet Archive; véase el historial, la primera versión y la última). | Villa Teresa | Complejo Rentistas        | 29 de abril | 15:30 |
| Cerro Largo               | 1:1 (enlace roto disponible en Internet Archive; véase el historial, la primera versión y la última). | Huracán      | Arquitecto Antonio Ubilla | 29 de abril | 15:30 |
| Tacuarembó                | 1:0 (enlace roto disponible en Internet Archive; véase el historial, la primera versión y la última). | Oriental     | Goyenola                  | 30 de abril | 15:30 |
| Libre:Deportivo Maldonado | |              |                           |             |       |

| Villa Teresa        | 3:1 (enlace roto disponible en Internet Archive; véase el historial, la primera versión y la última). | Cerro Largo      | Nasazzi           | 6 de mayo | 10:05 |
| Deportivo Maldonado | 2:1 (enlace roto disponible en Internet Archive; véase el historial, la primera versión y la última). | Miramar Misiones | Julio C. Abbadie  | 6 de mayo | 15:30 |
| Oriental            | 2:5 (enlace roto disponible en Internet Archive; véase el historial, la primera versión y la última). | Rentistas        | Martínez Monegal  | 6 de mayo | 15:30 |
| Huracán             | 2:2 (enlace roto disponible en Internet Archive; véase el historial, la primera versión y la última). | Atenas           | Martínez Laguarda | 6 de mayo | 15:30 |
| Canadian            | 1:1 (enlace roto disponible en Internet Archive; véase el historial, la primera versión y la última). | Tacuarembó       | Méndez Piana      | 6 de mayo | 15:30 |
| Cerrito             | 3:2 (enlace roto disponible en Internet Archive; véase el historial, la primera versión y la última). | Villa Española   | Parque Maracaná   | 6 de mayo | 15:30 |
| Torque              | 3:2 (enlace roto disponible en Internet Archive; véase el historial, la primera versión y la última). | Central Español  | Parque Viera      | 6 de mayo | 15:30 |
| Libre:Progreso      | |                  |                   |           |       |

| Central Español        | 2:0 (enlace roto disponible en Internet Archive; véase el historial, la primera versión y la última). | Cerrito             | Parque Palermo            | 13 de mayo | 10:05 |
| Progreso               | 3:0 (enlace roto disponible en Internet Archive; véase el historial, la primera versión y la última). | Huracán             | Paladino                  | 13 de mayo | 15:30 |
| Villa Española         | 1:1 (enlace roto disponible en Internet Archive; véase el historial, la primera versión y la última). | Deportivo Maldonado | Obdulio Varela            | 13 de mayo | 15:30 |
| Atenas                 | 1:1 (enlace roto disponible en Internet Archive; véase el historial, la primera versión y la última). | Villa Teresa        | Ateniense                 | 13 de mayo | 15:30 |
| Rentistas              | 0:0 (enlace roto disponible en Internet Archive; véase el historial, la primera versión y la última). | Canadian            | Complejo Rentistas        | 13 de mayo | 15:30 |
| Cerro Largo            | 1:1 (enlace roto disponible en Internet Archive; véase el historial, la primera versión y la última). | Oriental            | Arquitecto Antonio Ubilla | 14 de mayo | 15:30 |
| Tacuarembó             | 1:1 (enlace roto disponible en Internet Archive; véase el historial, la primera versión y la última). | Torque              | Goyenola                  | 14 de mayo | 15:30 |
| Libre:Miramar Misiones | |                     |                           |            |       |

| Miramar Misiones    | 1:2 (enlace roto disponible en Internet Archive; véase el historial, la primera versión y la última). | Villa Española  | Méndez Piana     | 27 de mayo | 10:15 |
| Torque              | 2:2 (enlace roto disponible en Internet Archive; véase el historial, la primera versión y la última). | Rentistas       | Nasazzi          | 27 de mayo | 10:15 |
| Villa Teresa        | 0:4 (enlace roto disponible en Internet Archive; véase el historial, la primera versión y la última). | Progreso        | Nasazzi          | 27 de mayo | 15:00 |
| Deportivo Maldonado | 1:1 (enlace roto disponible en Internet Archive; véase el historial, la primera versión y la última). | Central Español | Julio C. Abbadie | 27 de mayo | 15:00 |
| Oriental            | 0:3 (enlace roto disponible en Internet Archive; véase el historial, la primera versión y la última). | Atenas          | Martínez Monegal | 27 de mayo | 15:00 |
| Cerrito             | 1:0 (enlace roto disponible en Internet Archive; véase el historial, la primera versión y la última). | Tacuarembó      | Parque Maracaná  | 27 de mayo | 15:00 |
| Canadian            | 1:1 (enlace roto disponible en Internet Archive; véase el historial, la primera versión y la última). | Cerro Largo     | Méndez Piana     | 27 de mayo | 15:00 |
| Libre:Huracán       | |                 |                  |            |       |

| Huracán              | 0:1 (enlace roto disponible en Internet Archive; véase el historial, la primera versión y la última). | Villa Teresa        | Martínez Laguarda         | 31 de mayo | 15:00 |
| Central Español      | 2:0 (enlace roto disponible en Internet Archive; véase el historial, la primera versión y la última). | Miramar Misiones    | Parque Palermo            | 31 de mayo | 15:00 |
| Progreso             | 1:1 (enlace roto disponible en Internet Archive; véase el historial, la primera versión y la última). | Oriental            | Paladino                  | 31 de mayo | 15:00 |
| Tacuarembó           | 1:2 (enlace roto disponible en Internet Archive; véase el historial, la primera versión y la última). | Deportivo Maldonado | Goyenola                  | 31 de mayo | 15:00 |
| Atenas               | 3:0 (enlace roto disponible en Internet Archive; véase el historial, la primera versión y la última). | Canadian            | Ateniense                 | 31 de mayo | 15:00 |
| Cerro Largo          | 1:1 (enlace roto disponible en Internet Archive; véase el historial, la primera versión y la última). | Torque              | Arquitecto Antonio Ubilla | 31 de mayo | 15:00 |
| Rentistas            | 1:2 (enlace roto disponible en Internet Archive; véase el historial, la primera versión y la última). | Cerrito             | Complejo Rentistas        | 1 de junio | 15:00 |
| Libre:Villa Española | |                     |                           |            |       |

| Canadian            | 2:0 (enlace roto disponible en Internet Archive; véase el historial, la primera versión y la última). | Progreso        | Méndez Piana     | 3 de junio | 10:05 |
| Oriental            | 2:1 (enlace roto disponible en Internet Archive; véase el historial, la primera versión y la última). | Huracán         | Martínez Monegal | 3 de junio | 15:00 |
| Miramar Misiones    | 1:0 (enlace roto disponible en Internet Archive; véase el historial, la primera versión y la última). | Tacuarembó      | Méndez Piana     | 3 de junio | 15:00 |
| Villa Española      | 0:2 (enlace roto disponible en Internet Archive; véase el historial, la primera versión y la última). | Central Español | Obdulio Varela   | 3 de junio | 15:00 |
| Deportivo Maldonado | 2:1 (enlace roto disponible en Internet Archive; véase el historial, la primera versión y la última). | Rentistas       | Julio C. Abbadie | 4 de junio | 15:00 |
| Torque              | 3:0 (enlace roto disponible en Internet Archive; véase el historial, la primera versión y la última). | Atenas          | Parque Viera     | 4 de junio | 15:00 |
| Cerrito             | 1:1 (enlace roto disponible en Internet Archive; véase el historial, la primera versión y la última). | Cerro Largo     | Parque Maracaná  | 4 de junio | 15:00 |
| Libre:Villa Teresa  | |                 |                  |            |       |

| Progreso              | 0:2 (enlace roto disponible en Internet Archive; véase el historial, la primera versión y la última). | Torque              | Paladino                  | 10 de junio | 10:05 |
| Huracán               | 0:2 (enlace roto disponible en Internet Archive; véase el historial, la primera versión y la última). | Canadian            | Martínez Laguarda         | 10 de junio | 15:00 |
| Rentistas             | 1:1 (enlace roto disponible en Internet Archive; véase el historial, la primera versión y la última). | Miramar Misiones    | Complejo Rentistas        | 10 de junio | 15:00 |
| Villa Teresa          | 2:1 (enlace roto disponible en Internet Archive; véase el historial, la primera versión y la última). | Oriental            | Nasazzi                   | 10 de junio | 15:00 |
| Cerro Largo           | 3:1 (enlace roto disponible en Internet Archive; véase el historial, la primera versión y la última). | Deportivo Maldonado | Arquitecto Antonio Ubilla | 10 de junio | 15:00 |
| Tacuarembó            | 0:2 (enlace roto disponible en Internet Archive; véase el historial, la primera versión y la última). | Villa Española      | Goyenola                  | 11 de junio | 15:00 |
| Atenas                | 2:0 (enlace roto disponible en Internet Archive; véase el historial, la primera versión y la última). | Cerrito             | Ateniense                 | 11 de junio | 15:00 |
| Libre:Central Español | |                     |                           |             |       |

| Miramar Misiones    | 0:2 (enlace roto disponible en Internet Archive; véase el historial, la primera versión y la última). | Cerro Largo  | Méndez Piana     | 17 de junio | 10:00 |
| Canadian            | 0:4 (enlace roto disponible en Internet Archive; véase el historial, la primera versión y la última). | Villa Teresa | Méndez Piana     | 17 de junio | 15:00 |
| Villa Española      | 2:3 (enlace roto disponible en Internet Archive; véase el historial, la primera versión y la última). | Rentistas    | Obdulio Varela   | 17 de junio | 15:00 |
| Torque              | 3:1 (enlace roto disponible en Internet Archive; véase el historial, la primera versión y la última). | Huracán      | Parque Viera     | 17 de junio | 15:00 |
| Central Español     | 2:1 (enlace roto disponible en Internet Archive; véase el historial, la primera versión y la última). | Tacuarembó   | Parque Palermo   | 17 de junio | 15:00 |
| Cerrito             | 2:2 (enlace roto disponible en Internet Archive; véase el historial, la primera versión y la última). | Progreso     | Parque Maracaná  | 17 de junio | 15:00 |
| Deportivo Maldonado | 1:1 (enlace roto disponible en Internet Archive; véase el historial, la primera versión y la última). | Atenas       | Domingo Burgueño | 18 de junio | 15:00 |
| Libre:Oriental      | |              |                  |             |       |

| Rentistas        | 2:3 (enlace roto disponible en Internet Archive; véase el historial, la primera versión y la última). | Central Español     | Complejo Rentistas        | 24 de junio | 10:05 |
| Oriental         | 1:1 (enlace roto disponible en Internet Archive; véase el historial, la primera versión y la última). | Canadian            | Martínez Monegal          | 24 de junio | 15:00 |
| Villa Teresa     | 1:4 (enlace roto disponible en Internet Archive; véase el historial, la primera versión y la última). | Torque              | Nasazzi                   | 24 de junio | 15:00 |
| Cerro Largo      | 1:0 (enlace roto disponible en Internet Archive; véase el historial, la primera versión y la última). | Villa Española      | Arquitecto Antonio Ubilla | 24 de junio | 15:00 |
| Huracán          | 0:1 (enlace roto disponible en Internet Archive; véase el historial, la primera versión y la última). | Cerrito             | Martínez Laguarda         | 24 de junio | 15:00 |
| Atenas           | 1:1 (enlace roto disponible en Internet Archive; véase el historial, la primera versión y la última). | Miramar Misiones    | Ateniense                 | 24 de junio | 15:00 |
| Progreso         | 3:1 (enlace roto disponible en Internet Archive; véase el historial, la primera versión y la última). | Deportivo Maldonado | Paladino                  | 24 de junio | 15:00 |
| Libre:Tacuarembó | |                     |                           |             |       |

| Tacuarembó          | 1:1 (enlace roto disponible en Internet Archive; véase el historial, la primera versión y la última). | Rentistas    | Goyenola         | 28 de junio | 15:00 |
| Torque              | 2:1 (enlace roto disponible en Internet Archive; véase el historial, la primera versión y la última). | Oriental     | Parque Saroldi   | 28 de junio | 15:00 |
| Central Español     | 1:0 (enlace roto disponible en Internet Archive; véase el historial, la primera versión y la última). | Cerro Largo  | Parque Palermo   | 28 de junio | 15:00 |
| Cerrito             | 1:4 (enlace roto disponible en Internet Archive; véase el historial, la primera versión y la última). | Villa Teresa | Parque Maracaná  | 28 de junio | 15:00 |
| Villa Española      | 1:0 (enlace roto disponible en Internet Archive; véase el historial, la primera versión y la última). | Atenas       | Obdulio Varela   | 28 de junio | 15:00 |
| Deportivo Maldonado | 2:1 (enlace roto disponible en Internet Archive; véase el historial, la primera versión y la última). | Huracán      | Domingo Burgueño | 28 de junio | 15:00 |
| Miramar Misiones    | 1:1 (enlace roto disponible en Internet Archive; véase el historial, la primera versión y la última). | Progreso     | Méndez Piana     | 28 de junio | 15:00 |
| Libre:Canadian      | |              |                  |             |       |

| Progreso        | 0:2 (enlace roto disponible en Internet Archive; véase el historial, la primera versión y la última). | Villa Española      | Paladino                  | 1 de julio | 10:05 |
| Canadian        | 3:1 (enlace roto disponible en Internet Archive; véase el historial, la primera versión y la última). | Torque              | Méndez Piana              | 1 de julio | 15:00 |
| Oriental        | 1:2 (enlace roto disponible en Internet Archive; véase el historial, la primera versión y la última). | Cerrito             | Martínez Monegal          | 1 de julio | 15:00 |
| Atenas          | 2:2 (enlace roto disponible en Internet Archive; véase el historial, la primera versión y la última). | Central Español     | Ateniense                 | 1 de julio | 15:00 |
| Villa Teresa    | 0:0 (enlace roto disponible en Internet Archive; véase el historial, la primera versión y la última). | Deportivo Maldonado | Nasazzi                   | 1 de julio | 15:00 |
| Huracán         | 1:2 (enlace roto disponible en Internet Archive; véase el historial, la primera versión y la última). | Miramar Misiones    | Martínez Laguarda         | 1 de julio | 15:00 |
| Cerro Largo     | 2:1 (enlace roto disponible en Internet Archive; véase el historial, la primera versión y la última). | Tacuarembó          | Arquitecto Antonio Ubilla | 2 de julio | 15:00 |
| Libre:Rentistas | |                     |                           |            |       |

| Rentistas           | 1:3 (enlace roto disponible en Internet Archive; véase el historial, la primera versión y la última). | Cerro Largo  | Complejo Rentistas | 5 de julio | 15:00 |
| Cerrito             | 1:0 (enlace roto disponible en Internet Archive; véase el historial, la primera versión y la última). | Canadian     | Parque Maracaná    | 5 de julio | 15:00 |
| Tacuarembó          | 0:1 (enlace roto disponible en Internet Archive; véase el historial, la primera versión y la última). | Atenas       | Goyenola           | 5 de julio | 15:00 |
| Deportivo Maldonado | 4:0 (enlace roto disponible en Internet Archive; véase el historial, la primera versión y la última). | Oriental     | Domingo Burgueño   | 5 de julio | 15:00 |
| Central Español     | 1:0 (enlace roto disponible en Internet Archive; véase el historial, la primera versión y la última). | Progreso     | Parque Palermo     | 5 de julio | 15:00 |
| Miramar Misiones    | 0:0 (enlace roto disponible en Internet Archive; véase el historial, la primera versión y la última). | Villa Teresa | Méndez Piana       | 5 de julio | 15:00 |
| Villa Española      | 2:0 (enlace roto disponible en Internet Archive; véase el historial, la primera versión y la última). | Huracán      | Obdulio Varela     | 5 de julio | 15:00 |
| Libre:Torque        | |              |                    |            |       |

| Villa Teresa      | 1:1 (enlace roto disponible en Internet Archive; véase el historial, la primera versión y la última). | Villa Española      | Nasazzi           | 8 de julio | 10:05 |
| Torque            | 3:0 (enlace roto disponible en Internet Archive; véase el historial, la primera versión y la última). | Cerrito             | Obdulio Varela    | 8 de julio | 15:00 |
| Canadian          | 3:0 (enlace roto disponible en Internet Archive; véase el historial, la primera versión y la última). | Deportivo Maldonado | Méndez Piana      | 8 de julio | 15:00 |
| Progreso          | 0:1 (enlace roto disponible en Internet Archive; véase el historial, la primera versión y la última). | Tacuarembó          | Paladino          | 8 de julio | 15:00 |
| Oriental          | 2:1 (enlace roto disponible en Internet Archive; véase el historial, la primera versión y la última). | Miramar Misiones    | Martínez Monegal  | 8 de julio | 15:00 |
| Huracán           | 2:0 (enlace roto disponible en Internet Archive; véase el historial, la primera versión y la última). | Central Español     | Martínez Laguarda | 8 de julio | 15:00 |
| Atenas            | 1:0 (enlace roto disponible en Internet Archive; véase el historial, la primera versión y la última). | Rentistas           | Domingo Burgueño  | 9 de julio | 15:00 |
| Libre:Cerro Largo | |                     |                   |            |       |

| Villa Teresa  | 5:1 | Central Español     | Nasazzi           | 2 de septiembre | 10:05 |
| Oriental      | 1:0 | Villa Española      | Martínez Monegal  | 2 de septiembre | 15:00 |
| Torque        | 4:0 | Deportivo Maldonado | Nasazzi           | 2 de septiembre | 15:30 |
| Progreso      | 2:2 | Rentistas           | Paladino          | 2 de septiembre | 15:30 |
| Huracán       | 2:1 | Tacuarembó          | Martínez Laguarda | 2 de septiembre | 15:30 |
| Atenas        | 2:1 | Cerro Largo         | Nasazzi           | 3 de septiembre | 11:00 |
| Canadian      | 0:0 | Miramar Misiones    | Capurro           | 3 de septiembre | 16:00 |
| Libre:Cerrito |     |                     |                   |                 |       |

| Miramar Misiones    | 0:2 | Torque           | Méndez Piana              | 9 de septiembre  | 10:05 |
| Deportivo Maldonado | 0:1 | Cerrito          | Domingo Burgueño          | 9 de septiembre  | 16:00 |
| Cerro Largo         | 0:1 | Progreso         | Arquitecto Antonio Ubilla | 9 de septiembre  | 16:00 |
| Villa Española      | 0:1 | Canadian         | Nasazzi                   | 9 de septiembre  | 16:00 |
| Central Español     | 1:2 | Oriental         | Palermo                   | 9 de septiembre  | 16:00 |
| Tacuarembó          | 3:2 | Villa Teresa     | Goyenola                  | 9 de septiembre  | 19:00 |
| Rentistas           | 2:2 | Sportivo Huracán | Complejo Rentistas        | 20 de septiembre | 16:00 |
| Libre:Atenas        |     |                  |                           |                  |       |

| Progreso                  | 1:1 | Atenas           | Abraham Paladino  | 13 de septiembre | 16:00 |
| Cerrito                   | 1:0 | Miramar Misiones | Parque Maracaná   | 13 de septiembre | 16:00 |
| Sportivo Huracán          | 3:1 | Cerro Largo      | Martínez Laguarda | 13 de septiembre | 16:00 |
| Torque                    | 1:0 | Villa Española   | Parque Viera      | 13 de septiembre | 16:00 |
| Villa Teresa              | 0:2 | Rentistas        | Nasazzi           | 13 de septiembre | 16:00 |
| Canadian                  | 2:2 | Central Español  | Méndez Piana      | 13 de septiembre | 16:00 |
| Oriental                  | 3:1 | Tacuarembó       | Martínez Monegal  | 13 de septiembre | 16:00 |
| Libre:Deportivo Maldonado |     |                  |                   |                  |       |

| Central Español  | 0:1 | Torque              | Palermo                   | 16 de septiembre | 10:05 |
| Miramar Misiones | 1:1 | Deportivo Maldonado | Méndez Piana              | 16 de septiembre | 16:00 |
| Villa Española   | 2:0 | Cerrito             | Nasazzi                   | 16 de septiembre | 16:00 |
| Rentistas        | 4:1 | Oriental            | Complejo Rentistas        | 16 de septiembre | 16:00 |
| Tacuarembó       | 1:1 | Canadian            | Goyenola                  | 16 de septiembre | 16:00 |
| Atenas           | 1:1 | Sportivo Huracán    | Ateniense                 | 16 de septiembre | 17:00 |
| Cerro Largo      | 1:0 | Villa Teresa        | Arquitecto Antonio Ubilla | 17 de septiembre | 11:00 |
| Libre:Progreso   |     |                     |                           |                  |       |

| Torque                 | 1:0 | Tacuarembó      | Parque Viera      | 23 de septiembre | 10:05 |
| Sportivo Huracán       | 1:0 | Progreso        | Martínez Laguarda | 23 de septiembre | 16:00 |
| Deportivo Maldonado    | 2:0 | Villa Española  | Domingo Burgueño  | 23 de septiembre | 16:00 |
| Villa Teresa           | 2:1 | Atenas          | Nasazzi           | 23 de septiembre | 16:00 |
| Cerrito                | 0:0 | Central Español | Parque Maracaná   | 23 de septiembre | 16:00 |
| Oriental               | 2:0 | Cerro Largo     | Martínez Monegal  | 23 de septiembre | 16:00 |
| Canadian               | 1:1 | Rentistas       | Méndez Piana      | 23 de septiembre | 16:00 |
| Libre:Miramar Misiones |     |                 |                   |                  |       |

| Central Español        | 1:0 | Deportivo Maldonado | Palermo            | 7 de octubre | 10:05 |
| Progreso               | 2:1 | Villa Teresa        | Abraham Paladino   | 7 de octubre | 16:00 |
| Cerro Largo            | 1:0 | Canadian            | Ubilla             | 7 de octubre | 16:00 |
| Rentistas              | 1:0 | Torque              | Complejo Rentistas | 7 de octubre | 16:00 |
| Villa Española         | 2:2 | Miramar Misiones    | Nasazzi            | 7 de octubre | 16:00 |
| Tacuarembó             | 5:1 | Cerrito             | Goyenola           | 7 de octubre | 16:00 |
| Atenas                 | 3:1 | Oriental            | Domingo Burgueño   | 7 de octubre | 17:00 |
| Libre:Sportivo Huracán |     |                     |                    |              |       |

| Villa Teresa         | 2:0 | Sportivo Huracán | Nasazzi          | 11 de octubre | 16:00 |
| Miramar Misiones     | 0:1 | Central Español  | Méndez Piana     | 11 de octubre | 16:00 |
| Oriental             | 0:5 | Progreso         | Martínez Monegal | 11 de octubre | 16:00 |
| Deportivo Maldonado  | 0:1 | Tacuarembó       | Domingo Burgueño | 11 de octubre | 16:00 |
| Canadian             | 0:1 | Atenas           | Capurro          | 11 de octubre | 16:00 |
| Cerrito              | 1:1 | Rentistas        | Parque Maracaná  | 11 de octubre | 16:00 |
| Torque               | 0:1 | Cerro Largo      | Parque Viera     | 11 de octubre | 16:00 |
| Libre:Villa Española |     |                  |                  |               |       |

| Central Español    | 0:1 | Villa Española      | Palermo            | 14 de octubre | 10:05 |
| Sportivo Huracán   | 3:1 | Oriental            | Martínez Laguarda  | 14 de octubre | 16:00 |
| Progreso           | 1:5 | Canadian            | Abraham Paladino   | 14 de octubre | 16:00 |
| Rentistas          | 0:0 | Deportivo Maldonado | Complejo Rentistas | 14 de octubre | 16:00 |
| Atenas             | 2:1 | Torque              | Domingo Burgueño   | 14 de octubre | 16:00 |
| Cerro Largo        | 0:0 | Cerrito             | Ubilla             | 14 de octubre | 16:00 |
| Tacuarembó         | 1:0 | Miramar Misiones    | Goyenola           | 14 de octubre | 17:00 |
| Libre:Villa Teresa |     |                     |                    |               |       |

| Torque                | 0:0 | Progreso         | Parque Viera     | 4 de noviembre | 10:05 |
| Villa Española        | 2:0 | Tacuarembó       | Nasazzi          | 4 de noviembre | 16:30 |
| Canadian              | 1:2 | Sportivo Huracán | Capurro          | 4 de noviembre | 16:30 |
| Miramar Misiones      | 3:1 | Rentistas        | Méndez Piana     | 4 de noviembre | 16:30 |
| Oriental              | 1:1 | Villa Teresa     | Martínez Monegal | 4 de noviembre | 16:30 |
| Deportivo Maldonado   | 2:0 | Cerro Largo      | Domingo Burgueño | 4 de noviembre | 16:30 |
| Cerrito               | 0:1 | Atenas           | Parque Maracaná  | 4 de noviembre | 16:30 |
| Libre:Central Español |     |                  |                  |                |       |

| Tacuarembó       | 2:1 | Central Español     | Goyenola           | 8 de noviembre | 16:30 |
| Villa Teresa     | 4:0 | Canadian            | Nasazzi            | 8 de noviembre | 16:30 |
| Rentistas        | 1:0 | Villa Española      | Complejo Rentistas | 8 de noviembre | 16:30 |
| Sportivo Huracán | 2:3 | Torque              | Martínez Laguarda  | 8 de noviembre | 16:30 |
| Progreso         | 3:0 | Cerrito             | Abraham Paladino   | 8 de noviembre | 16:30 |
| Atenas           | 0:1 | Deportivo Maldonado | Domingo Burgueño   | 8 de noviembre | 16:30 |
| Cerro Largo      | 0:0 | Miramar Misiones    | Ubilla             | 8 de noviembre | 19:30 |
| Libre: Oriental  |     |                     |                    |                |       |

| Miramar Misiones    | 1:1 | Atenas           | Méndez Piana     | 11 de noviembre | 10:05 |
| Canadian            | 2:2 | Oriental         | Capurro          | 11 de noviembre | 16:30 |
| Central Español     | 1:1 | Rentistas        | Palermo          | 11 de noviembre | 16:30 |
| Torque              | 4:1 | Villa Teresa     | Parque Viera     | 11 de noviembre | 16:30 |
| Villa Española      | 1:1 | Cerro Largo      | Nasazzi          | 11 de noviembre | 16:30 |
| Cerrito             | 1:1 | Sportivo Huracán | Parque Maracaná  | 11 de noviembre | 16:30 |
| Deportivo Maldonado | 0:0 | Progreso         | Domingo Burgueño | 11 de noviembre | 16:30 |
| Libre:Tacuarembó    |     |                  |                  |                 |       |

| Oriental         | 2:2 | Torque              | Martínez Monegal   | 15 de noviembre | 16:00 |
| Atenas           | 3:0 | Villa Española      | Domingo Burgueño   | 15 de noviembre | 16:00 |
| Cerro Largo      | 3:0 | Central Español     | Ubilla             | 15 de noviembre | 16:00 |
| Villa Teresa     | 0:1 | Cerrito             | Nasazzi            | 15 de noviembre | 16:30 |
| Rentistas        | 4:2 | Tacuarembó          | Complejo Rentistas | 15 de noviembre | 16:30 |
| Sportivo Huracán | 0:1 | Deportivo Maldonado | Martínez Laguarda  | 15 de noviembre | 16:30 |
| Progreso         | 4:0 | Miramar Misiones    | Abraham Paladino   | 15 de noviembre | 16:30 |
| Libre: Canadian  |     |                     |                    |                 |       |

| Torque              | 2:1 | Canadian         | Parque Viera     | 18 de noviembre | 16:30 |
| Central Español     | 0:3 | Atenas           | Palermo          | 18 de noviembre | 16:30 |
| Villa Española      | 0:1 | Progreso         | Nasazzi          | 18 de noviembre | 16:30 |
| Miramar Misiones    | 1:2 | Sportivo Huracán | Méndez Piana     | 18 de noviembre | 16:30 |
| Cerrito             | 1:0 | Oriental         | Parque Maracaná  | 18 de noviembre | 16:30 |
| Tacuarembó          | 0:0 | Cerro Largo      | Goyenola         | 18 de noviembre | 16:30 |
| Deportivo Maldonado | 2:2 | Villa Teresa     | Domingo Burgueño | 19 de noviembre | 16:30 |
| Libre: Rentistas    |     |                  |                  |                 |       |

| Cerro Largo      | 2:2 | Rentistas           | Ubilla            | 22 de noviembre | 16:30 |
| Canadian         | 0:2 | Cerrito             | Palermo           | 22 de noviembre | 16:30 |
| Atenas           | 1:1 | Tacuarembó          | Domingo Burgueño  | 22 de noviembre | 16:30 |
| Oriental         | 1:0 | Deportivo Maldonado | Martínez Monegal  | 22 de noviembre | 16:30 |
| Progreso         | 2:0 | Central Español     | Abraham Paladino  | 22 de noviembre | 16:30 |
| Villa Teresa     | 0:1 | Miramar Misiones    | Nasazzi           | 22 de noviembre | 16:30 |
| Sportivo Huracán | 0:1 | Villa Española      | Martínez Laguarda | 22 de noviembre | 16:30 |
| Libre: Torque    |     |                     |                   |                 |       |

| Villa Española      | 1:1 | Villa Teresa     | Nasazzi            | 25 de noviembre | 10:05 |
| Rentistas           | 2:2 | Atenas           | Complejo Rentistas | 25 de noviembre | 10:05 |
| Deportivo Maldonado | 2:0 | Canadian         | Domingo Burgueño   | 25 de noviembre | 10:05 |
| Tacuarembó          | 3:0 | Progreso         | Goyenola           | 25 de noviembre | 10:05 |
| Miramar Misiones    | 3:1 | Oriental         | Méndez Piana       | 25 de noviembre | 10:05 |
| Central Español     | 2:3 | Sportivo Huracán | Palermo            | 25 de noviembre | 10:05 |
| Cerrito             | 0:1 | Torque           | Parque Maracaná    | 25 de noviembre | 10:05 |
| Libre: Cerro Largo  |     |                  |                    |                 |       |

## Clasificación

### Tabla de posiciones
|                                               | Pos. | Equipos             | PJ | PG | PE | PP | GF | GC | Dif. | Puntos |
| --------------------------------------------- | ---- | ------------------- | -- | -- | -- | -- | -- | -- | ---- | ------ |
|                                               | 1.   | Torque              | 28 | 16 | 8  | 4  | 48 | 23 | +25  | 56     |
|                                               | 2.   | Atenas              | 28 | 12 | 11 | 5  | 40 | 26 | +14  | 47     |
|                                               | 3.   | Progreso            | 28 | 11 | 9  | 8  | 39 | 27 | +12  | 42     |
|                                               | 4.   | Villa Teresa        | 28 | 9  | 9  | 10 | 40 | 36 | +4   | 36     |
|                                               | 5.   | Cerro Largo         | 28 | 11 | 9  | 8  | 30 | 26 | +4   | 42     |
|                                               | 6.   | Cerrito             | 28 | 12 | 6  | 10 | 26 | 35 | -9   | 42     |
|                                               | 7.   | Deportivo Maldonado | 28 | 10 | 9  | 9  | 29 | 31 | -2   | 39     |
|                                               | 8.   | Central Español     | 28 | 11 | 6  | 11 | 32 | 38 | -6   | 39     |
|                                               | 9.   | Rentistas           | 28 | 7  | 15 | 6  | 43 | 38 | +5   | 36     |
|                                               | 10.  | Villa Española      | 28 | 9  | 8  | 11 | 26 | 27 | -1   | 35     |
|                                               | 11.  | Tacuarembó          | 28 | 9  | 7  | 12 | 33 | 34 | -1   | 34     |
|                                               | 12.  | Miramar Misiones    | 28 | 7  | 10 | 11 | 25 | 31 | -6   | 31     |
|                                               | 13.  | Sportivo Huracán    | 28 | 8  | 6  | 14 | 33 | 43 | -10  | 30     |
|                                               | 14.  | Canadian            | 28 | 6  | 10 | 12 | 28 | 36 | -8   | 28     |
|                                               | 15.  | Oriental            | 28 | 7  | 7  | 14 | 31 | 52 | -21  | 28     |
| Última actualización: 25 de noviembre de 2017 |      |                     |    |    |    |    |    |    |      |        |

|  | Campeón, asciende a Primera División.              |
|  | Subcampeón, asciende a Primera División.           |
|  | Clasificados a los playoffs por el tercer ascenso. |

1. ↑  Sumó dos unidades por el partido contra Canadian que se le dio por ganado ya que el técnico de Canadian estaba sancionado y realizó indicaciones a su equipo.«Finalmente se le dió la razón a Cerro Largo y obtiene los puntos frente a Canadian». El Ascenso. 4 de julio de 2017. Consultado el 11 de julio de 2017.
2. ↑  Perdió un punto por el partido contra Cerro Largo que se le dio por perdido ya que el técnico de Canadian estaba sancionado y realizó indicaciones a su equipo.«Finalmente se le dió la razón a Cerro Largo y obtiene los puntos frente a Canadian». El Ascenso. 4 de julio de 2017. Consultado el 11 de julio de 2017.

### Tabla del descenso
|  | 1.                                            | Torque              | 1,755 | 49 | 30 | 56 | 86 |
|  | 2.                                            | Villa Española      | 1,583 | 48 | 41 | 35 | 76 |
|  | 3.                                            | Cerro Largo         | 1,551 | 49 | 34 | 42 | 76 |
|  | 4.                                            | Atenas              | 1,531 | 49 | 28 | 47 | 75 |
|  | 5.                                            | Cerrito             | 1,500 | 28 | -  | 42 | 42 |
|  | 6.                                            | Progreso            | 1,428 | 49 | 28 | 42 | 70 |
|  | 7.                                            | Miramar Misiones    | 1,312 | 48 | 32 | 31 | 63 |
|  | 8.                                            | Deportivo Maldonado | 1,292 | 48 | 23 | 39 | 62 |
|  | 9.                                            | Rentistas           | 1,286 | 28 | -  | 36 | 36 |
|  | 9.                                            | Villa Teresa        | 1,286 | 28 | -  | 36 | 36 |
|  | 11.                                           | Central Español     | 1,229 | 48 | 20 | 39 | 59 |
|  | 12.                                           | Oriental            | 1,163 | 49 | 29 | 28 | 57 |
|  | 13.                                           | Tacuarembó          | 1,083 | 48 | 18 | 34 | 52 |
|  | 14.                                           | Sportivo Huracán    | 1,021 | 48 | 19 | 30 | 49 |
|  | 15.                                           | Canadian            | 1,020 | 49 | 22 | 28 | 50 |
|  | Última actualización: 27 de noviembre de 2017 |                     |       |    |    |    |    |

|  | Descenso al Campeonato Uruguayo de Segunda B Nacional 2018. |

## Play-offs del tercer ascenso
Los partidos de ida se juegan este miércoles 29 de noviembre de 2017 y las revanchas el sábado 2 de diciembre de 2017.
|  | Cuartos de final                 | Cuartos de final                 | Cuartos de final                 |   |              | Semifinales        | Semifinales        | Semifinales        |  |  | Final                | Final                | Final                |
|  | 29 de noviembre y 2 de diciembre | 29 de noviembre y 2 de diciembre | 29 de noviembre y 2 de diciembre |   |              | 6 y 9 de diciembre | 6 y 9 de diciembre | 6 y 9 de diciembre |  |  | 13 y 16 de diciembre | 13 y 16 de diciembre | 13 y 16 de diciembre |
|  |                                  |                                  |                                  |   |              |                    |                    |                    |  |  |                      |                      |                      |
|  | Villa Española                   | 0                                | 2                                |   |              |                    |                    |                    |  |  |                      |                      |                      |
|  | Progreso                         | 2                                | 3                                |   |              |                    |                    |                    |  |  |                      |                      |                      |
|  | Progreso                         | 2                                | 3                                |   | Progreso     | 0                  | 2                  |                    |  |  |                      |                      |                      |
|  |                                  |                                  |                                  |   | Progreso     | 0                  | 2                  |                    |  |  |                      |                      |                      |
|  |                                  | Central Español                  | 1                                | 0 |              |                    |                    |                    |  |  |                      |                      |                      |
|  | Central Español                  | Central Español                  | 1                                | 0 | 2            | 0                  |                    |                    |  |  |                      |                      |                      |
|  | Central Español                  |                                  |                                  |   | 2            | 0                  |                    |                    |  |  |                      |                      |                      |
|  | Deportivo Maldonado              | 0                                | 0                                |   |              |                    |                    |                    |  |  |                      |                      |                      |
|  |                                  |                                  |                                  |   |              |                    |                    |                    |  |  | Progreso             | 2                    | 2                    |
|  |                                  |                                  | Villa Teresa                     | 2 | 1            |                    |                    |                    |  |  |                      |                      |                      |
|  | Rentistas                        | 1                                | 2                                |   |              |                    |                    |                    |  |  |                      |                      |                      |
|  | Cerrito                          | 2                                | 2                                |   |              |                    |                    |                    |  |  |                      |                      |                      |
|  | Cerrito                          | 2                                | 2                                |   | Villa Teresa | 1                  | 2                  |                    |  |  |                      |                      |                      |
|  |                                  |                                  |                                  |   | Villa Teresa | 1                  | 2                  |                    |  |  |                      |                      |                      |
|  |                                  | Cerrito                          | 0                                | 0 |              |                    |                    |                    |  |  |                      |                      |                      |
|  | Villa Teresa                     | Cerrito                          | 0                                | 0 | 1            | 2 (4)              |                    |                    |  |  |                      |                      |                      |
|  | Villa Teresa                     |                                  |                                  |   | 1            | 2 (4)              |                    |                    |  |  |                      |                      |                      |
|  | Cerro Largo                      | 2                                | 1 (3)                            |   |              |                    |                    |                    |  |  |                      |                      |                      |

### Final
| Villa Teresa                             | 2 - 2 | Progreso     | Nasazzi         | 13 de diciembre | 17:00 |
| Progreso                                 | 2 - 1 | Villa Teresa | Parque Paladino | 16 de diciembre | 16:00 |
| Progreso ascendió a la Primera División. |       |              |                 |                 |       |